# Le Chant de la Terre (Séverac)
Pour l'œuvre de Gustav Mahler, voir Le Chant de la terre.
Le Chant de la Terre « poème géorgique pour piano » est un recueil de sept pièces pour piano de Déodat de Séverac. Composé en 1901, l'ouvrage se ressent tout autant de l'influence de Vincent d'Indy que du courant impressionniste par son «...évocation simultanée du sentiment et du décor » selon les termes du pianiste Alfred Cortot.

## Création
L'œuvre fut créée à Bruxelles en 1902 par Jean du Chastain à la Libre Esthétique. Elle fut ensuite jouée à Paris par Blanche Selva à la Société nationale de musique le 24 janvier 1903.

## Structure
1. Prologue (l'âme de la terre)
2. Le labour
3. Les semailles
4. Interlude (conte à la veillée)
5. La grêle
6. Les moissons
7. Épilogue (le jour des noces)

## Source
François-René Tranchefort, Guide de la musique de piano et clavecin éd.Fayard 1990 p.779
Jean-Bernard Cahours d'Aspry, "Séverac, Vines et leurs amis de Fontfroide", in Mario d'Angelo (coor.), La musique à la Belle Epoque. Autour du foyer artistique de Gustave Fayet. Fontfroide, Béziers, Paris, Narbonne, MAGFF, 2010.